# Хвостунов, Александр Владимирович
Александр Владимирович Хвостунов (род. 9 января 1974, Карши) — узбекский футболист, защитник. Выступал за сборную Узбекистана.
Начал свою карьеру в первой лиге чемпионата Узбекистана в каршинском «Геологе» в 1990 году. С 2007 года играет за клуб «Курувчи».
Хвостунов с 1997 года выступает за сборную Узбекистана по футболу. Провёл за сборную 47 матчей и забил 3 мяча.

## Достижения
- Чемпион Узбекистана: 1998
- Серебряный призёр чемпионата Узбекистана: 2007
- Финалист Кубка Узбекистана: 2007